# Malta Eurovision Song Contest 2024
Der Malta Eurovision Song Contest 2024 (Abkürzung: MESC 2024) fand zwischen dem 27. Oktober 2023 und dem 3. Februar 2024 statt und bildete den maltesischen Vorentscheid für den Eurovision Song Contest 2024 in Malmö (Schweden). Im Finale am 3. Februar 2024 konnte Sarah Bonnici den Sieg erringen, sie vertrat folglich Malta mit ihrem Song Loop beim Eurovision Song Contest 2024.

## Format
Am 15. April 2023 bestätigte Public Broadcasting Services (PBS) seine Teilnahme am Eurovision Song Contest 2024. Gleichzeitig gab man bekannt, dass man erneut den Malta Eurovision Song Contest als nationalen Vorentscheid nutzen werde.

### Konzept
Parallel zur Ankündigung wurde bekanntgegeben, dass erstmals Song-Writing-Camps für den Wettbewerb stattfinden werden. Diese fanden vom 12. bis zum 15. Juni statt. Insgesamt nahmen 18 Künstler daran teil.
Am 21. August 2023 wurde das Regelwerk des Wettbewerbs veröffentlicht. Im Gegensatz zu den Vorjahren fanden die Halbfinale bereits im Herbst statt. Auch gab es im Finale keine Liveauftritte. Sämtliche Künstler traten mit Live-on-Tape-Versionen ihrer Beiträge an.

### Beitragswahl
Zwischen 28. August und 20. September 2023 konnten potentielle Beiträge eingereicht werden. Die Interpreten mussten dabei maltesische Staatsbürger sein. Komponisten unterlagen keiner derartigen Einschränkung.

## Teilnehmer
Die Liste der Teilnehmer wurde am 18. Oktober 2023 präsentiert. Moira Starface nahm bereits 1994 als Teil des Duos Chris & Moira am Song Contest teil. Eliana Gomez Blanco nahm für Malta am Junior Eurovision Song Contest 2019 teil. Richard Micallef, welcher als Komponist an der Vorentscheidung beteiligt ist, nahm 2014 mit seiner Band Firelight am Song Contest teil.

## Halbfinale

### Erstes Halbfinale
Das erste Halbfinale fand am 27. Oktober 2023 statt. Folgende Künstler nahmen daran teil:
| Startnr. | Interpret            | Lied Musik (M) und Text (T)                                                                        | Sprache    | Übersetzung (inoffiziell) |
| -------- | -------------------- | -------------------------------------------------------------------------------------------------- | ---------- | ------------------------- |
| 1        | Kurt Kalleja         | Misunderstood M/T: Richard Micallef, Aidan O’Connor                                                | Englisch   | Missverstanden            |
| 2        | Sarah Bonnici        | Loop M/T: Leire Gotxi Angel, Sarah Bonnici, Michael Joe Cini, Kevin Lee, Sebastian Pritchard-James | Englisch   | Schleife                  |
| 3        | Gail Attard          | Wild Card M/T: Claudia Magrin, Christina Magrin                                                    | Englisch   | Freikarte                 |
| 4        | Mark Anthony Bartolo | Condition or Fiction M/T: Mark Anthony Bartolo                                                     | Englisch   | Zustand oder Fiktion      |
| 5        | Eliana Gomez Blanco  | There’s Only Flowers M/T: Eliana Gomez Blanco, Sebastian Pritchard-James, Leire Gotxi Angel        | Englisch   | Es gibt nur Blumen        |
| 6        | Oxygyn               | Cloudmaker M/T: Janelle Borg, Kurt Abela, Luke Camilleri, Zack Camilleri                           | Englisch   | Wolkenmacher              |
| 7        | Nathan               | Ghost M/T: Nathan Psaila, Tom Hugo Hermansen, Alexander Olsson, Cyprian Cassar                     | Englisch   | Geist                     |
| 8        | Lyndsay Pace         | Fire Proof M/T: Ylva Persson, Linda Persson, Peter Frödin, Rodrigo Pinto                           | Englisch   | Feuerfest                 |
| 9        | Domini Cini          | Bewsa M/T: Dominic Cini, Etienne Micallef                                                          | Maltesisch | Ein Kuss                  |

 Kandidat hat sich für das Finale qualifiziert

### Zweites Halbfinale
Das zweite Halbfinale fand am 3. November 2023 statt. Folgende Künstler nahmen daran teil:
| Startnr. | Interpret        | Lied Musik (M) und Text (T)                                                                                   | Sprache                         | Übersetzung (inoffiziell)   |
| -------- | ---------------- | --- | ------------------------------- | --------------------------- |
| 1        | Marie Claire     | Fading M/T: John-Emil Johansson, Matheus Augusto da Silva, Toby Farrugia, Marie Claire                        | Englisch                        | Verblassen                  |
| 2        | Franklin Calleja | Puppet Franklin Calleja, Mattheus Augusto da Silva, Michael Joe Cini                                          | Englisch                        | Marionette                  |
| 3        | Desirei Grech    | Watch Me M/T: TBA                                                                                             | Englisch                        | Beobachte mich              |
| 4        | Soprainque       | Empire M/T: Gerard James Borg, Mark Masri, Patrick Hamilton                                                   | Englisch                        | Reich                       |
| 5        | Janvil           | Man M/T: Ian Vella, Edward Abela                                                                              | Englisch                        | Mann                        |
| 6        | Haley Azzopardi  | Tell Me That It’s Over M/T: Leire Gotxi Angel, Sebastian Pritchard-James, Matthew James Borg, Haley Azzopardi | Englisch                        | Sag mir, dass es vorbei ist |
| 7        | Denise Mercieca  | Mara M/T: Denise Mercieca, Matteo Depares, Georgia Meek                                                       | Englisch mit maltesischem Titel | Frau                        |
| 8        | Mark Portelli    | Just Be M/T: Kimberley Cortis                                                                                 | Englisch                        | Sei einfach                 |
| 9        | Maria Christina  | Moving on M/T: Ylva Persson, Linda Persson, Janne Hyöty, Emil Calleja Bayliss                                 | Englisch                        | Weitermachen                |

 Kandidat hat sich für das Finale qualifiziert

### Drittes Halbfinale
Das dritte Halbfinale fand am 10. November 2023 statt. Folgende Künstler nahmen daran teil:
| Startnr. | Interpret           | Lied Musik (M) und Text (T)                                                                                        | Sprache    | Übersetzung (inoffiziell)    |
| -------- | ------------------- | --- | ---------- | ---------------------------- |
| 1        | Jessica Micallef    | Tagħna Tnejn M/T: TBA                                                                                              | Maltesisch | Uns beide                    |
| 2        | Cosette Baldacchino | Free Fall M/T: Lauren White Murphy, Niall Mooney, Natasha Turner                                                   | Englisch   | Freier Fall                  |
| 3        | Michela Galea       | Let’s Talk About Love M/T: Sebastian Pritchard-James, Andreas Stone Johansson, Michela Galea, Emil Calleja Bayliss | Englisch   | Lass uns über Liebe sprechen |
| 4        | Thea Aquilina       | Blood Stream M/T: Gerard James Borg, Leire Gotxi Angel, Thea Aquilina, Toby Farrugia                               | Englisch   | Blutstrom                    |
| 5        | Miguel Bonello      | Better Off Alone M/T: Miguel Bonello, Michael Joe Cini, Muxu, Leire Gotxi Angel                                    | Englisch   | Alleine besser dran          |
| 6        | Moira Stafrace      | Feather Flight M/T: David Cassar Torreggaiani, Moira Stafrace, Toby Farrugia                                       | Englisch   | Federflug                    |
| 7        | Dan                 | Baraxx M/T: Cyprian Cassar, Daniel Muscat Caruana                                                                  | Maltesisch | Staudamm                     |
| 8        | Stefan Galea        | Numb M/T: Stefan Galea, Matthew James Borg, Michael Joe Cini, Muxu                                                 | Englisch   | Taub                         |
| 9        | Karin Duff          | Breaking Bad M/T: Andreas Stone Johansson, Gerard James Borg, Karin Duff                                           | Englisch   | Wandlung zum Bösen           |

 Kandidat hat sich für das Finale qualifiziert

### Viertes Halbfinale
Das vierte Halbfinale fand am 17. November 2023 statt. Folgende Künstler nahmen daran teil:
| Startnr. | Interpret        | Lied Musik (M) und Text (T)                                                                             | Sprache              | Übersetzung (inoffiziell) |
| -------- | ---------------- | --- | -------------------- | ------------------------- |
| 1        | Erba’            | Sirena M/T: Erba’, Maria Cachia Abdilla, Alexander Olsson, Audun Agnar Guldbrandsen, Tom Hugo Hermansen | Englisch, Maltesisch | Sirene                    |
| 2        | Miriana Conte    | Venom M/T: Daniel Borg, Matthew Mercieca, Miriana Conte                                                 | Englisch             | Gift                      |
| 3        | Christian Arding | Bellus M/T: Gilbert Camilleri, Emil Calleja Bayliss                                                     | Maltesisch           | Samt                      |
| 4        | Lisa Gauci       | Breathe M/T: Cyprian Cassar, Patrik Jean, Petra Zammit, Emil Calleja Bayliss                            | Englisch             | Atmen                     |
| 5        | Matt Blxck       | Banana M/T: Maria Broberg, Douglas Carr, Sean Banan, Oliver Fernström, Matthew Caruana                  | Englisch, Maltesisch | Banane                    |
| 6        | Martina Cutajar  | Miles Away M/T: Martina Cutajar, Luca Napolitano                                                        | Englisch             | Meilen entfernt           |
| 7        | Greta Tude       | Topic (Bla Bla) M/T: Cyprian Cassar, Patrik Jean, Muxu, Antoine Farrugia                                | Englisch             | Thema (Bla Bla)           |
| 8        | Ryan Hili        | Karma M/T: Andreas Lindbergh, Linnea Deb, Joy Deb                                                       | Englisch             | -                         |
| 9        | Kyle George      | Arrows M/T: Andreas Lindbergh, Gerard James Borg, Sebastian Pritchard-James                             | Englisch             | Pfeile                    |

 Kandidat hat sich für das Finale qualifiziert

## Finale
Das Finale fand am 3. Februar 2024 statt.
| Platz | Startnr. | Interpret     | Lied Musik (M) und Text (T) | Sprache                         | Übersetzung (inoffiziell)   | Jury | Televoting | Gesamt |
| ----- | -------- | ------------- | --- | ------------------------------- | --------------------------- | ---- | ---------- | ------ |
| 1.    | 6        | Sarah Bonnici | Loop M/T: Sarah Bonnici, Sebastian Pritchard-James, Leire Gotxi Angel, Kevin Lee, Michael Joe Cini | Englisch                        | Schleife                    | 79   | 23         | 102    |
| 2.    | 12       | Matt Blxck    | Banana M: Matthew Caruana, Sean Banan, Oliver Fernström, Maria Mathea Broberg, Douglas Carr; T: Matthew Caruana | Englisch, Maltesisch            | Banane                      | 51   | 29         | 80     |
| 3.    | 9        | Ryan Hili     | Karma M/T: Ryan Hili, Linnea Deb, Andreas Lindbergh, Joy Deb | Englisch                        | -                           | 54   | 17         | 71     |
| 4.    | 3        | Erba’         | Sirena M: Alexander Nyborg Olsson, Audun Agnar Guldbrandsen, Tom Hugo Hermansen; T: Alexander Nyborg Olsson, Anthea Gatt, Audun Agnar Guldbrandsen, Demi Galea, Kelsey Bellante, Maria Cachia Abdilla, Maria Ellul, Tom Hugo Hermansen | Englisch, Maltesisch            | Sirene                      | 47   | 9          | 56     |
| 5.    | 11       | Denise        | Mara M: Matteo Depares, Denise Mercieca, Georgia Meek; T: Denise Mercieca, Georgia Meek | Englisch mit maltesischem Titel | Frau                        | 30   | 9          | 39     |
| 6.    | 5        | Lisa Gauci    | Breathe M/T: Cyprian Cassar, Patrik Jean, Petra Zammit, Emil Calleja Bayliss | Englisch                        | Atmen                       | 36   | 3          | 39     |
| 7.    | 7        | Greta Tude    | Topic (Bla Bla) M: Cyprian Cassar; T: Antoine Crowley-Farrugia, Matthew Mercieca, Patrik Jean | Englisch                        | Thema (Bla Bla)             | 25   | 7          | 32     |
| 8.    | 1        | Janvil        | Man M: Ian Vella, Edward Abela; T: Ian Vella | Englisch                        | Mann                        | 24   | 5          | 29     |
| 9.    | 8        | Miriana Conte | Venom M: Miriana Conte, Daniel Borg, Matthew Mercieca; T: Miriana Conte, Matthew Mercieca | Englisch                        | Gift                        | 23   | 2          | 25     |
| 10.   | 4        | Nathan        | Ghost M/T: Nathan Psaila, Cyprian Cassar, Tom Hugo Hermansen, Alexander Nyborg Olsson | Englisch                        | Geist                       | 15   | 8          | 23     |
| 11.   | 10       | Gail          | Wild Card M/T: Christina Magrin | Englisch                        | Freikarte                   | 17   | 3          | 20     |
| 12.   | 2        | Haley         | Tell Me That It’s Over M/T: Haley Azzopardi, Sebastian Pritchard-James, Leire Gotxi Angel, Matthew James Borg | Englisch                        | Sag mir, dass es vorbei ist | 5    | 2          | 7      |